# مال هاليت
مال هاليت (بالإنجليزية: Mal Hallett)‏ هو قائد فرقة ‏ وعازف جاز أمريكي، ولد في 1896 في Roxbury, Boston ‏ في الولايات المتحدة، وتوفي في 20 نوفمبر 1952 في بوسطن في الولايات المتحدة.

## وصلات خارجية
- مال هاليت على موقع ميوزك برينز (الإنجليزية)
- مال هاليت على موقع أول ميوزيك (الإنجليزية)
- مال هاليت على موقع أول ميوزيك (الإنجليزية)
- مال هاليت على موقع ديسكوغز (الإنجليزية)